# Acianthera heliconiscapa
Acianthera heliconiscapa är en orkidéart som först beskrevs av Frederico Carlos Hoehne, och fick sitt nu gällande namn av Fábio de Barros. Acianthera heliconiscapa ingår i släktet Acianthera och familjen orkidéer. Inga underarter finns listade i Catalogue of Life.